# Garrett (Pensilvania)
Garrett es un borough ubicado en el condado de Somerset en el estado estadounidense de Pensilvania. En el año 2000 tenía una población de 449 habitantes y una densidad poblacional de 234.1 personas por km².

## Geografía
Garrett se encuentra ubicado en las coordenadas 39°51′49″N 79°03′40″O / 39.86361, -79.06111.

## Demografía
Según la Oficina del Censo en 2000 los ingresos medios por hogar en la localidad eran de $24,609 y los ingresos medios por familia eran $27,375. Los hombres tenían unos ingresos medios de $23,542 frente a los $15,625 para las mujeres. La renta per cápita para la localidad era de $10,935. Alrededor del 15.8% de la población estaba por debajo del umbral de pobreza.